# Большой куш (телесериал)
«Большо́й куш» (англ. Snatch) — британо-американский криминальный телесериал, основанный на одноимённом фильме Гая Ричи, при этом имея отсылки и на другие работы режиссёра, в частности, «Карты, деньги, два ствола» и «Рок-н-рольщик». Премьера сериала состоялась 16 марта 2017 года на платформе Crackle.
В апреле 2017 года сериал был продлён на второй сезон.

## Сюжет
Группа дельцов находит грузовик с украденными слитками золота, после чего сталкивается с миром организованной преступности, где ставки высоки.

## В ролях

### Основной состав
- Люк Паскуалино — Альберт «Альби» Хилл, мошенник из кокни[4]. Обладает хорошим умом и деловой хваткой, но его удручает то, что все свои дела ему приходится вести под тенью своего отца. Частично основан на Эдди из фильма «Карты, деньги, два ствола»
- Руперт Гринт — Чарли Кавендиш-Скотт, напарник Альберта по преступлениям, происходящий из богатой семьи[5]. Мечтает заниматься серьёзным криминальным бизнесом, но не имеет достаточной хватки, чтобы одурачить «матёрых» авторитетов. Персонаж имеет определённое сходство с Томми из оригинального фильма.
- Люсьен Лависконт — Билли «Сука» Эйерс, местный боксёр, друг Альберта и Чарли. По происхождению пэйви, об упоминании чего приходит в ярость. По происхождению и деталям внешнего вида (в частности, кожаной короткополой шляпы), его прототипом является цыган Микки, персонаж Брэда Питта из оригинального фильма.
- Марк Уоррен — Боб Финк, инспектор Скотленд-Ярда, ответственный за поимку Вика Хилла и «точащий зуб» на остальных авторитетов района.
- Стефани Леонидас — Хлои Коэн, помощница ювелира. Разбирается в драгоценных металлах, благодаря чему ведёт собственный нелегальный бизнес, скупая по дешёвке дорогие украшения для перепродажи по себестоимости через Сеть. Её частичный прототип — сестры-близняшки, Алекс и Сюзи Деновиц из оригинального фильма.
- Фиби Дайневор — Лотти Мотт, любовница Сонни, которая из желания уйти помогает Альби и Чарли в их афере. Её возможный прототип — бухгалтерша Стелла из «Рок-н-рольщика»
- Джульет Обри — Лили Хилл, мать Альби. Нежелание связываться с преступным миром и страх потери бизнеса из-за этого делает персонаж схожим с Джей Ди, персонажем Стинга из «Карты, деньги, два ствола».
- Тамер Хассан — Генри «Хэйт’Эм» (Ненавистный; Мизантроп), сокамерник Вика.
- Дугрей Скотт — Виктор «Вик» Хилл, отец Альби. Живая легенда криминального Лондона, мастер грабежа банков. Находится в тюрьме после того, как в 2002 на Новый год украл партию золотых слитков, был ранен полицией и позже арестован у себя дома.

### Второстепенный состав
- Эд Вествик — Санни Кастилльо, неуравновешенный местный криминальный авторитет. Не-английское происхождение и агрессивная манера вести дела отсылает к Рори «Ломщику» из «Карты, деньги, два ствола»
- Иэн Гелдер — Норман Гордон, старый друг Вика и взломщик сейфов.
- Клэр Купер — мисс Тери Дуайер, подчиненная Джонса в правоохранительных органах.
- Винсент Риган — Джонс, коррумпированный полицейский.
- Иоганн Майерс — «уборщик».
- Дэвид Бамбер — дворецкий Кавендиш-Скотта.
- Дункан Уоткинсон — Питерс
- Ник Пирс — Берт Дружелюбный, сотрудник исправительного учреждения в тюрьме Вика, который делает ему одолжение.
- Генри Гудман — Саул Голд, еврейский ювелир и криминальный авторитет.
- Брайан Маккарди — дядя Дин, дядя Билли, который является лидером лагеря цыган.
- Люк И.И. Смит — Mushy
- Джек Брэди — Эдди Флауэрс, немой помощник Лили в её цветочном магазине.
- Леон Аннор — Лил Мэнни, ближайший помощник Санни Кастильо.
- Расс Бэйн — Лоуренс МакЛауд, сотрудник службы безопасности в полицейском участке Финка.
- Шон Мейсон — Длинный Пол
- Марк Баннерман — Пэтси Ричардсон, лондонский кредитор, которому Альберт должен деньги.
- Рэй Фирон — отец Иоанн, евангелический священник.
- Майкл Обиора — Алмаз, нью-йоркский ювелир.
- Джулиан Ферт — лорд Кавендиш-Скотт, отец Чарли.
- Адам Леви — Абель Хеймел, еврейский гангстер-хасид из Нью-Йорка, связанный с Саулом Голдом.
- Джо Херст — Шмекель Хеймеля, еврейский гангстер-хасид из Нью-Йорка, связанный с Саулом Голдом.
- Кевин Саттон — Юда Хеймел, еврейский гангстер-хасид из Нью-Йорка, связанный с Саулом Голдом.
- Эммет Дж. Сканлан — король Ройстон, покойный отец Билли, боксёр.
- Эмма Осман — Бет Айрес, мать Билли, которая была вокалисткой в панк-группе.

## Производство
Основные съемки первого сезона должны были начаться 29 августа 2016 года в Манчестере, Англия.
19 апреля 2017 года сериал был продлен на второй сезон. 24 июля 2018 года было объявлено, что премьера второго сезона состоится 13 сентября 2018 года.
В августе 2016 года было объявлено, что Руперт Гринт, Дугрей Скотт, Люк Паскуалино и Люсьен Лависконт исполнят главные роли в сериале, и что Эд Вествик появится в постоянной роли. 23 сентября 2016 года было сообщено, что Фиби Дайневор присоединится к касту актёров. 7 февраля 2018 года было объявлено, что Урсула Корберо исполнит главную роль в предстоящем втором сезоне.

## Релиз
13 января 2017 года был выпущен первый трейлер сериала. 22 августа 2018 года был выпущен официальный трейлер второго сезона.
9 марта 2017 года состоялась мировая премьера сериала. 28 сентября 2017 года состоялась премьера сериала в Лондоне, Англия.

## Восприятие
На сайте Rotten Tomatoes первый сезон сериала имеет рейтинг 33 %, на основании 15 рецензий критиков, со средней оценкой 4,61 из 10. Критический консенсус сайта гласит: «„Большой куш“ не захватит вас». Однако средневзвешенный рейтинг от обычных зрителей составляет 86 %.
На сайте Metacritic сериал набрал 55 баллов из 100, основываясь на 10 отзывах, что указывает на «смешанные или средние отзывы».

## Награды и номинации
| Год  | Премия                                   | Категория                   | Номинант         | Результат | Прим.  |
| ---- | ---------------------------------------- | --------------------------- | ---------------- | --------- | ------ |
| 2018 | Национальная кинопремия (Великобритания) | Лучший драматический сериал | Большой куш      | Номинация | [ 18 ] |
| 2018 | Национальная кинопремия (Великобритания) | Лучший актёр                | Руперт Гринт     | Номинация | [ 18 ] |
| 2018 | Национальная кинопремия (Великобритания) | Лучший актёр второго плана  | Люсьен Лависконт | Номинация | [ 18 ] |
| 2018 | Национальная кинопремия (Великобритания) | Прорывная актёрская работа  | Марк Уоррен      | Номинация | [ 18 ] |